# 贵安站 (地铁)
贵安站是贵阳轨道交通S1线的地铁车站，位于中华人民共和国贵州省贵阳市花溪区国铁贵安站东广场，于2024年12月28日开通。

## 车站结构
地铁贵安站位于国铁贵安站东广场，与综合交通枢纽地下空间共构，呈东西向设置，为地下三层岛式站台车站，车站长124.5米，宽48米，车站地下一层为换乘大厅以及商业配套设施，地下二层为站厅层，站厅与地下一层呈中庭式设计，地下三层为站台层。车站预留贵阳轨道交通G1线站台结构，站台平行于S1线站台南侧布置，亦为地下三层岛式站台。
| 地上二层          | 出入口及国铁进站口 | C出入口、国铁进站口 |
| 地面              | 出入口及国铁出站口 | A、G3、G4出入口、国铁出站口 |
| 地下一层          | 换乘大厅           | 国铁换乘大厅、商业空间 |
| 地下二层          | 站厅               | 客服中心、自动售票机、验票机 |
| 地下三层          | 站台               | \| \| \| █ S1线往皂角坝（終點站） \| \| 島式 · 開左邊车门 \| \| \| \| \| \| █ S1线往望城坡（大科城） \| \| \| \| 未來 █ G1线预留轨道 \| \| 未啟用 · 島式 \| \| \| \| \| \| 未來 █ G1线预留轨道 \| |
|                   |                    | █ S1线往皂角坝（終點站） |
| 島式 · 開左邊车门 |                    | |
|                   |                    | █ S1线往望城坡（大科城） |
|                   |                    | 未來 █ G1线预留轨道 |
| 未啟用 · 島式     |                    | |
|                   |                    | 未來 █ G1线预留轨道 |

## 车站出口
地铁贵安站目前开放4个出入口，各出口及周围设施如下所示：
| 编号                | 出入口信息                                               | 照片 | 无障碍设施 |
| ------------------- | -------------------------------------------------------- | ---- | ---------- |
| A · 出口 · （设有） | 敦礼街，铁路出站口                                       |      |            |
| B · 出口            | 行义街                                                   |      | 不適用     |
| C · 出口            | 敦礼街，铁路售票处（2F），铁路进站口                     |      | 不適用     |
| D · 出口            | 启智街，铁路售票处（2F），长途汽车，公共汽车，铁路进站口 |      | 不適用     |
| E · 出口            | 启智街，忠信街，贵安车站派出所                           |      | 不適用     |
| F · 出口 · （设有） | 启智街，铁路出站口，长途汽车，公共汽车                   |      |            |
| G · 1 · 出口        | 星月大道，启智街，地面广场                               |      | 不適用     |
| G · 2 · 出口        | 星月大道，启智街，地面广场                               |      | 不適用     |
| G · 3 · 出口        | 星月大道，敦礼街，地面广场                               |      | 不適用     |
| G · 4 · 出口        | 星月大道，敦礼街，地面广场                               |      | 不適用     |
| 图例： 设有         |                                                          |      |            |

## 接驳交通

### 铁路
- 国铁沪昆客运专线及贵阳市域环城快铁贵安站

### 公交车
- 贵安站：大科城2路，贵安3路，贵安5路，贵安7路，贵安9路

## 车站历史
本站工程名与正式名均为贵安站，站名来自车站相邻的国铁贵安站。
- 2017年4月16日，车站站内顶板封顶[3]。
- 2024年12月28日，车站随S1线工程通车开通[1]。